# Joseph Gabel
Joseph Gabel   (Budapest, 12 de juliol de 1912 - 13è districte de París, 15 de juny de 2004) fou un sociòleg i filòsof francohongarès. La seva obra va estar sempre fortament influenciada pel marxisme. Era contrari a l'estalinisme i era crític amb l'obra de Louis Althusser.
Primer estudià Psicopatologia amb Eugène Minkowski, i després es dirigí a la sociologia (fou influenciat principalment per Karl Mannheim i György Lukács). Va impartir classes a la Universitat Mohammed-V de Rabat de 1965 a 1971 i a la Universitat d'Amiens de 1971 a 1980.
El 1962, va publicar la seva obra més important: "False Consciousness: an Essay on Reification". Des del punt de vista de la psicopatologia, aquest estudi treballa per sintetitzar les nocions marxistes de "falsa consciència" i la "reïficació" amb l'estudi de l'esquizofrènia. En els anys següents, els treballs de Gabel van subratllar l'anàlisi de les ideologies i la teoria marxista de l'alienació ("The Sociology of Alienation", 1971; "Idéologies", 1974-1978; "Alienation Today", 1974). Gabel també va escriure els articles "Utopia" i "Ideologia" a l'Enciclopèdia Universalis i va ser un dels únics especialistes francesos sobre Karl Mannheim.

## Obres
- Génie et folie chez Guy de Maupassant, Paris, Jouve, 1940
- "La Réification : essai d'une psychopathologie de la pensée dialectique", Esprit, n° 10, octubre 1951, p. 459-482. Rééd. Éditions Allia, 2009. ISBN 978-2-84485-323-3
- La Fausse Conscience : essai sur la réification, Paris, Éditions de Minuit, « Arguments », 1962.
- "Dialectique et sociologie d'après Georges Gurvitch", Annales. Économies, Sociétés, Civilisations, n° 4, 1963. p. 794-797.
- Sociologie de l'aliénation, Paris, PUF, « Bibliothèque de sociologie contemporaine », 1971.
- L'Aliénation aujourd'hui, Paris, Anthropos, 1974.
- Idéologies 1 (Recueil de textes partiellement extraits de divers revues et publications, 1948-1972), Paris, Éditions Anthropos, 1974.
- Idéologies. 2, Althussérisme et stalinisme, (Recueil de textes pour la plupart présentés à divers colloques), Paris, Éditions Anthropos, 1978. ISBN 2-7157-0320-1
- (dir.), avec Bernard Rousset, Trinh Van Thao et al., Actualité de la dialectique, Colloque du Centre universitaire de recherche sociologique d'Amiens, Chantilly, septembre 1977 ; Paris, Éditions Anthropos, 1980. ISBN 2-7157-1003-8
- Réflexions sur l'affaire Faurisson In: L'Homme et la société, N. 71-72, 1984. Modes de coercition politique. pp. 81-97.En pdf[Enllaç no actiu]
- Mannheim et le marxisme hongrois, Paris, Méridiens-Klincksieck, « Sociétés », 1987. ISBN 2-86563-177-X
- Réflexions sur l'avenir des juifs : racisme et aliénation, Paris, Méridiens-Klincksieck, 1987. ISBN 2-86563-187-7
- Études dialectiques, Paris, Méridiens-Klincksieck, 1990. ISBN 2-86563-267-9
- Mensonge et maladie mentale, Paris, Éditions Allia, 1995. ISBN 2-904235-96-5